# Yngve Laurell
Amos Yngve Laurell, född 10 januari 1882 i Rångedala församling, Älvsborgs län, död 14 april 1975 i Sankt Görans församling, Stockholm, var en svensk etnograf, folkmusiksamlare och konsthandlare. Laurell var under 1910-talet medlem i Travellers Club.  

## Biografi
Han genomförde 1913–1920 fonografinspelningar med den tidens mer kända spelmän. Detta var den första ljudande dokumentationen av svensk folkmusik. Han var 1921–1947 bosatt i Kina, från 1937 professor i etnografi vid Shanghais universitet.